# World Surf League
La World Surf League es el campeonato de la ASP es un acontecimiento anual en el que surfistas masculinos y femeninos luchan por ser el mejor del mundo.
El formato de campeonato, similar al de otros deportes como la Fórmula 1, se divide en once pruebas (diez para el 2009) en distintos parajes del planeta para los hombres y ocho para las mujeres, donde los surfistas compiten en un sistema de puntos y rondas eliminatorias en cada ronda del campeonato. La Association of Surfing Professionals, ASP, regula la competición desde 1976 de manera profesional.
En 2015 la ASP cambió su nombre a WSL, World Surf League.

## Historia
El primer campeonato del mundo de surf se celebró cerca de Sídney, Australia, en 1964. En ese mismo año se creó la ISF, International Surfing Federation, que fue quien organizó este evento. Esta asociación trataba de congregar a todos los surfistas del mundo para poder organizar campeonatos mundiales cada año. El segundo campeonato se organizó en Punta Rocas, Perú al año siguiente, siendo el campeón el peruano Felipe Pomar. Cabe destacar los eventos Smirnoff Pro, The Duke Kahanamoku Classic (en honor al mítico Duke Kahanamoku), y el Pipeline Masters, durante las décadas de los 60 y 70, donde se llegaban a pagar 10 000 dólares en metálico al ganador.
Durante el campeonato del mundo de 1976 en Hawaii la ISF pasó a ser ISA, International Surfing Association, que es actualmente la máxima institución internacional del surf.
Precisamente en 1976 es donde la ASP toma el control de la organización anual de los campeonatos mundiales y, además, la prácticamente total profesionalización del surf. En 1984 el campeonato llega a tener 20 eventos en localizaciones distintas en todo el globo. Ivana Markovic, 11 veces campeona, y Lucas Lechevailler son las estrellas mundiales del surf en ese momento.
En 1992 el campeonato cifra el Top 44, que son los surfistas que participan cada año en la competición. También se crea los WQS, World Qualifying Series, competición paralela a los WTC, World Championship Tour (Los Campeonatos del Mundo). En los WQS se lucha por la clasificación automática para la edición del año siguiente del WCT.
Se consiguen exóticos eventos en G-Land, Jeffreys Bay, Mundaca, Tavarua, Tahití y Trestles.

## Competición
El ASP World Tour actualmente está patrocinado por la famosa marca australiana de cerveza Foster´s. Cada evento del WCT está patrocinado a su vez por una compañía, generalmente marcas de material de surf como Quiksilver o Billabong, entre otros.
Los surfistas compiten en rondas eliminatorias, donde van cayendo hasta llegar a la final. Tienen un tiempo límite para surfear las olas y ser puntuados por los jueces, donde valoran la complejidad de la ola en una escala del 1 al 10.
La correspondencia de puntos al final de cada evento del ASP WCT es siempre fija, llevándose el ganador 1.200 puntos, 1032 el segundo, 876 el tercero, llegando a los 225 puntos que es lo que se llevan los surfistas que se retiren durante la prueba y los que ocupen los puestos 33º hasta el último.
En cada evento se celebran los WCT Trials, donde surfistas locales obtienen una plaza para el evento final. También se celebran los WCT Foster's Expression Session, donde los surfistas compiten en una sesión de surf de estilo libre donde los surfistas se relajan demostrando habilidades especiales sin la presión de la puntuación de los jueces. Los WCT Foster's Expression Session premian la mejor maniobra aérea y la mejor ola.

## Campeones mundiales
| Año      | Campeones          | País | Campeonas         | País                 |
| -------- | ------------------ | ---- | ----------------- | -------------------- |
| ISF tour |                    |      |                   |                      |
| 1964     | Midget Farrelly    |      | Phyllis O'Donnell |                      |
| 1965     | Felipe Pomar       |      | (no celebrado)    |                      |
| 1966     | Nat Young          |      | (no celebrado)    |                      |
| 1968     | Fred Hemmings      |      | (no celebrado)    |                      |
| 1970     | Rolf Aurness       |      | Sharon Webber     |                      |
| 1972     | James Blears       |      | (no celebrado)    |                      |
| ISA tour |                    |      |                   |                      |
| 1976     | Peter Townend      |      | (no celebrado)    |                      |
| 1977     | Shaun Tomson       |      | Margo Oberg       |                      |
| 1978     | Wayne Bartholomew  |      | Lynn Boyer        |                      |
| 1979     | Mark Richards      |      | Lynne Boyer       |                      |
| 1980     | Mark Richards      |      | Margo Oberg       |                      |
| 1981     | Mark Richards      |      | Margo Oberg       |                      |
| 1982     | Mark Richards      |      | Debbie Beacham    |                      |
| ASP tour |                    |      |                   |                      |
| 1983     | Tom Carroll        |      | Kim Mearig        |                      |
| 1984     | Tom Carroll        |      | Freida Zamba      |                      |
| 1985     | Tom Curren         |      | Freida Zamba      |                      |
| 1986     | Tom Curren         |      | Freida Zamba      |                      |
| 1987     | Damien Hardman     |      | Wendy Botha       | Bandera de Sudáfrica |
| 1988     | Barton Lynch       |      | Freida Zamba      |                      |
| 1989     | Martin Potter      |      | Wendy Botha       |                      |
| 1990     | Tom Curren         |      | Pam Burridge      |                      |
| 1991     | Damien Hardman     |      | Wendy Botha       |                      |
| 1992     | Kelly Slater       |      | Wendy Botha       |                      |
| 1993     | Derek Ho           |      | Pauline Menczer   |                      |
| 1994     | Kelly Slater       |      | Lisa Andersen     |                      |
| 1995     | Kelly Slater       |      | Lisa Andersen     |                      |
| 1996     | Kelly Slater       |      | Lisa Andersen     |                      |
| 1997     | Kelly Slater       |      | Lisa Andersen     |                      |
| 1998     | Kelly Slater       |      | Layne Beachley    |                      |
| 1999     | Mark Occhilupo     |      | Layne Beachley    |                      |
| 2000     | Sunny García       |      | Layne Beachley    |                      |
| 2001     | C. J. Hobgood      |      | Layne Beachley    |                      |
| 2002     | Andy Irons         |      | Layne Beachley    |                      |
| 2003     | Andy Irons         |      | Layne Beachley    |                      |
| 2004     | Andy Irons         |      | Sofía Mulánovich  |                      |
| 2005     | Kelly Slater       |      | Chelsea Georgeson |                      |
| 2006     | Kelly Slater       |      | Layne Beachley    |                      |
| 2007     | Mick Fanning       |      | Stephanie Gilmore |                      |
| 2008     | Kelly Slater       |      | Stephanie Gilmore |                      |
| 2009     | Mick Fanning       |      | Stephanie Gilmore |                      |
| 2010     | Kelly Slater       |      | Stephanie Gilmore |                      |
| 2011     | Kelly Slater       |      | Carissa Moore     |                      |
| 2012     | Joel Parkinson     |      | Stephanie Gilmore |                      |
| 2013     | Mick Fanning       |      | Carissa Moore     |                      |
| 2014     | Gabriel Medina     |      | Stephanie Gilmore |                      |
| 2015     | Adriano De Souza   |      | Carissa Moore     |                      |
| 2016     | John John Florence |      | Tyler Wright      |                      |
| 2017     | John John Florence |      | Tyler Wright      |                      |
| 2018     | Gabriel Medina     |      | Stephanie Gilmore |                      |
| 2019     | Ítalo Ferreira     |      | Carissa Moore     |                      |
| 2021     | Gabriel Medina     |      | Carissa Moore     |                      |
| 2022     | Filipe Toledo      |      | Stephanie Gilmore |                      |
| 2023     | Filipe Toledo      |      | Caroline Marks    |                      |
| 2024     | John John Florence |      | Caitlin Simmers   |                      |

### Títulos masculinos por país
| País           | Títulos |
| -------------- | ------- |
| Australia      | 20      |
| Estados Unidos | 17      |
| Hawái          | 10      |
| Brasil         | 7       |
| Perú           | 1       |
| Sudáfrica      | 1       |
| Reino Unido    | 1       |

### Títulos femeninos por país
| País           | Títulos |
| -------------- | ------- |
| Australia      | 24      |
| Estados Unidos | 17      |
| Hawái          | 10      |
| Perú           | 1       |
| Sudáfrica      | 1       |